# Megachile mucida
Megachile mucida är en biart som beskrevs av Cresson 1878. Megachile mucida ingår i släktet tapetserarbin, och familjen buksamlarbin. Inga underarter finns listade i Catalogue of Life.